# Oliver Everett
Oliver Everett (* 11. Juni 1752 in Dedham, Province of Massachusetts Bay; † 19. November 1802 in Dorchester, Massachusetts) war ein US-amerikanischer Geistlicher und Richter.
Everett erwarb 1779 am Harvard College einen Studienabschluss. Er war ab Januar 1782 Pastor in der New South Church, einer unitarischen Kirche in der Summer Street von Boston, ließ sich aber 1792 aus gesundheitlichen Gründen von seinen Pflichten entbinden. Sein Nachfolger wurde 1794 John Thornton Kirkland. Einige Jahre lang war Everett Richter am Court of Common Pleas des Norfolk County, Massachusetts.
1793 wurde Everett in die American Academy of Arts and Sciences gewählt. Er hielt 1800 eine Eulogie auf George Washington.
Oliver Everett war mit Lucy (Hill) Everett (1768–1824) verheiratet. Zu ihren Kindern zählten Alexander Hill Everett (1792–1847), ein Diplomat, und Edward Everett (1794–1865), ein Politiker. Oliver Everetts Grab befindet sich auf dem Mount Auburn Cemetery in Cambridge, Massachusetts.